# Сэндис, Эмма
Эмма Сэндис (англ. Emma Sandys; полное имя при рождении: Мэри Энн Эмма Сэндс; 1843[…], Норидж — ноябрь 1877) — британская художница, близкая к прерафаэлитам. 

## Биография
Родилась в 1841 году в Норвиче. Отец Эммы, Энтони Сэндс (1806–1883) привил своей дочери интерес к искусству. Однако наибольшее влияние на становление Эммы как художницы оказали её старший брат — Фредерик Сэндис (1829–1904), член «Братства прерафаэлитов», и его друг — Данте Габриэль Россетти. 
Самая ранняя датированная картина Эммы была создана в 1863 году. На рубеже 1860-х и 1870-х годов она довольно активно выставляла свои картины как в Лондоне, так и в Норвиче. Писала, в основном, женские головки и портреты в манере, характерной для прерафаэлитов. Продолжая жить в Норвиче, регулярно бывала в Лондоне, где её брат владел мастерской.
Скончалась Эмма Сэндис в 1877 году в Норвиче.

## Галерея

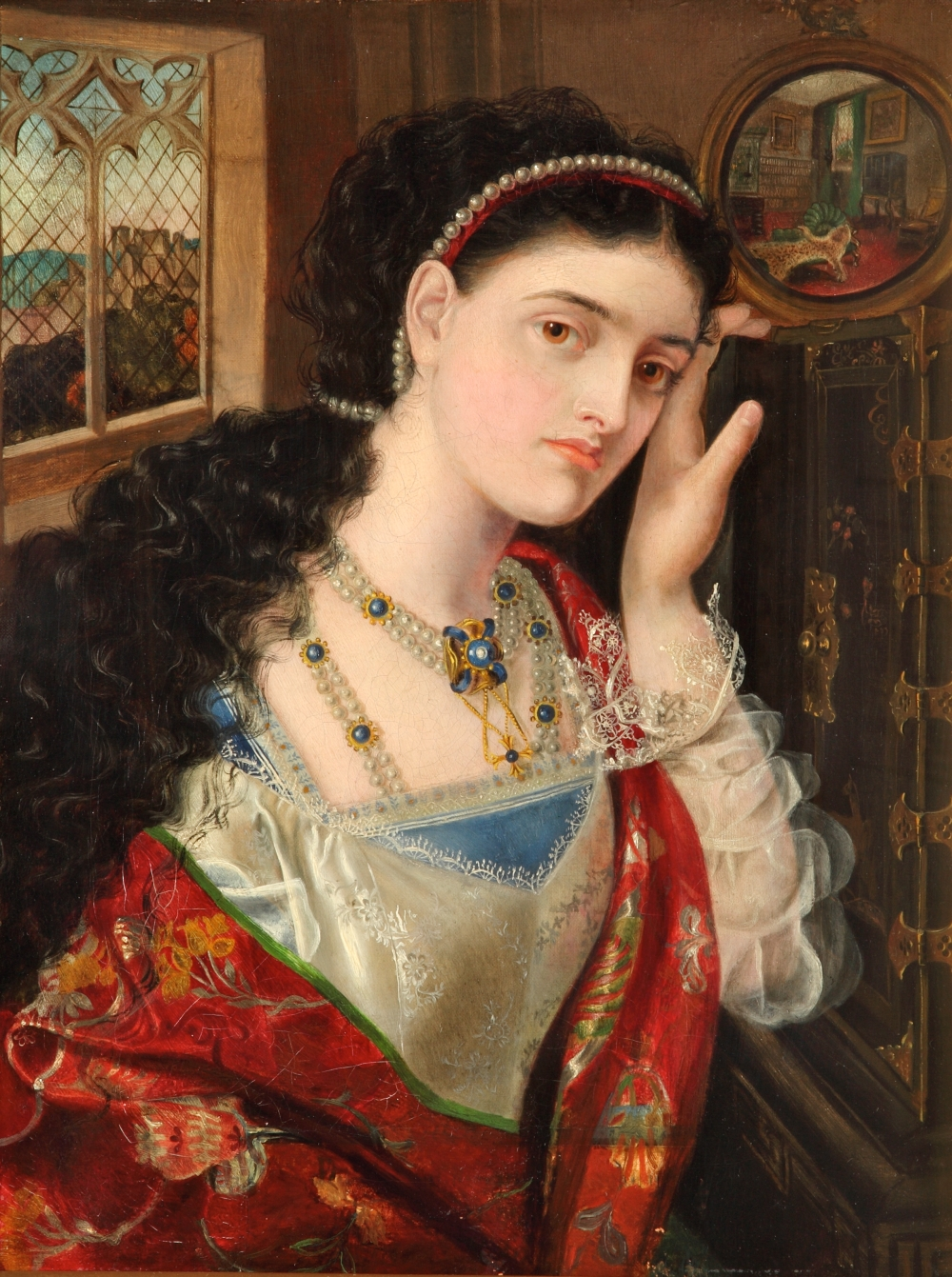
Виола, ок. 1865
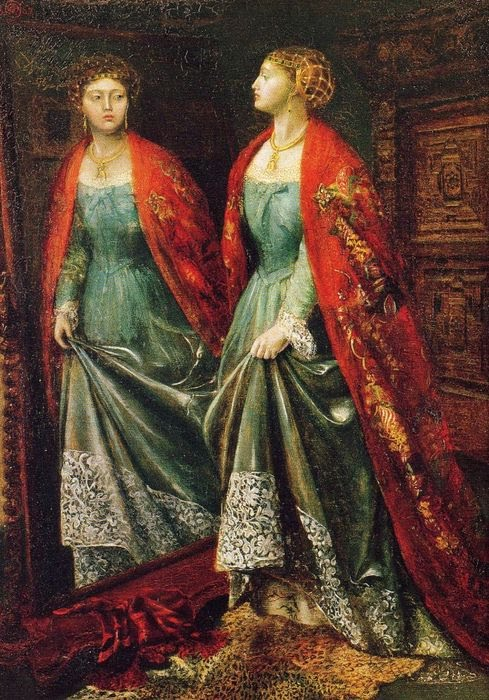
Перед балом, 1867
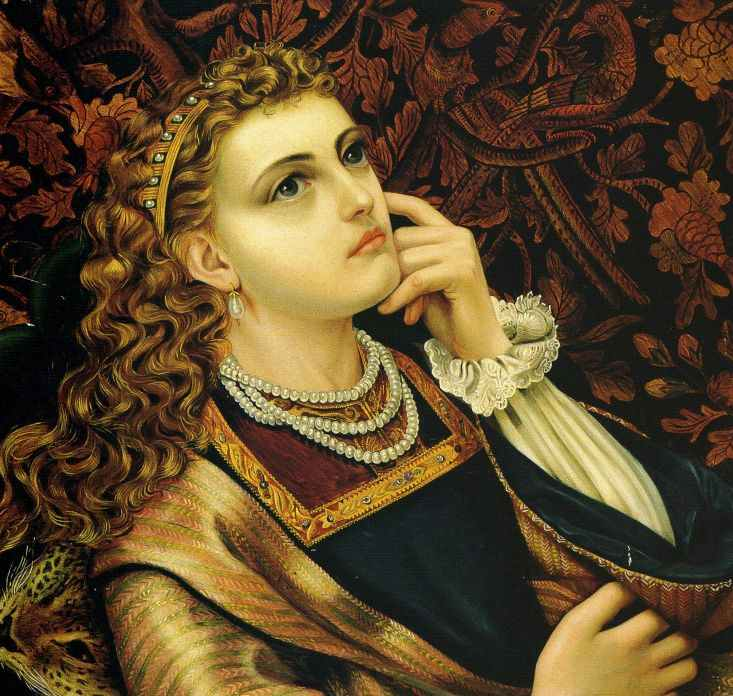
Элейн
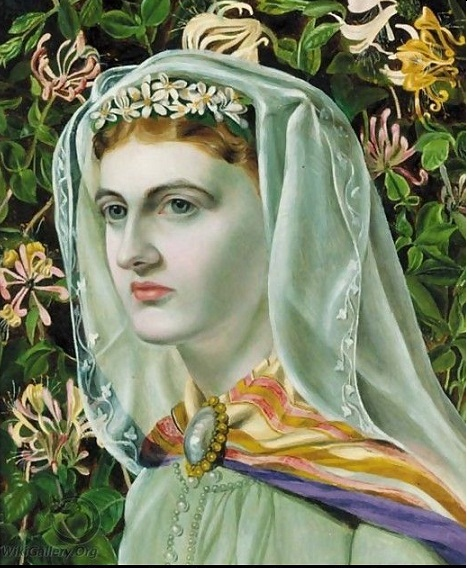
Средневековая красавица, ок. 1875
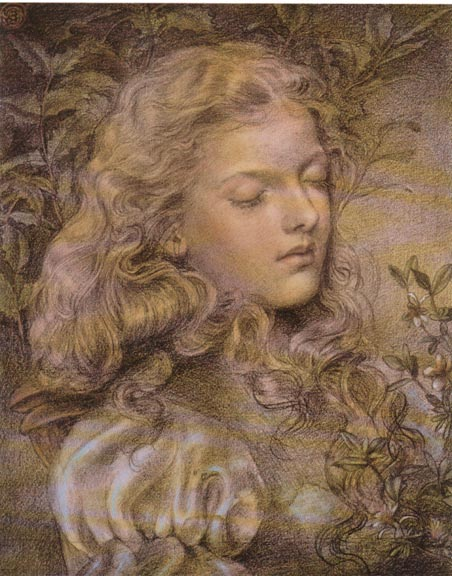
Портрет девушки, ок. 1865
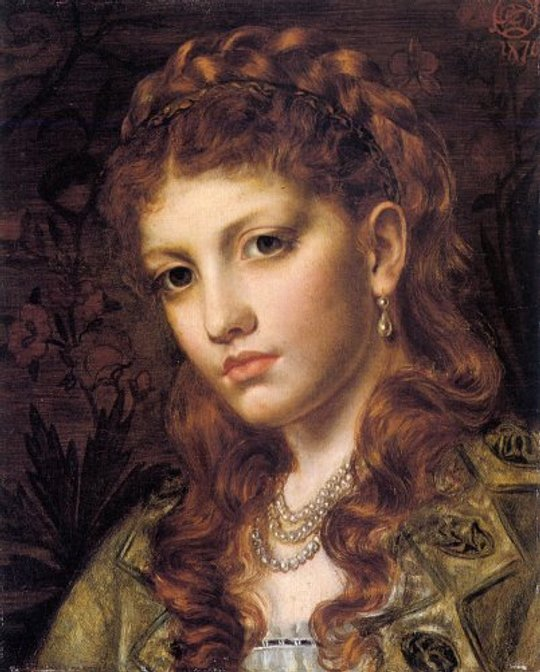
Фьямметта, 1876